# Ролф (Ајова)
Ролф (енгл. Rolfe) град је у америчкој савезној држави Ајова. По попису становништва из 2010. у њему је живело 584 становника.

## Демографија
Према попису становништва из 2010. у граду је живело 584 становника, што је -91 (-13.5%) становника више него 2000. године.
| Група             | 2000.       | 2010.       |
| Белци             | 658 (97,5%) | 561 (96,1%) |
| Афроамериканци    | 3 (0,4%)    | 3 (0,5%)    |
| Азијати           | 1 (0,1%)    | 0 (0,0%)    |
| Хиспаноамериканци | 7 (1,0%)    | 14 (2,4%)   |
| Укупно            | 675         | 584         |